# Уманська міська дитяча лікарня

Умань. Дитяча лікарня

Уманська дитяча лікарня — лікарня в місті Умань. Збудована в 1959 році. Стаціонар розпочав свою роботу 1 лютого 1960 року.
Адреса: вул. Шевченка, 46

## Історія
Історія дитячої лікарні бере початок у 1959 році коли й було розпочато її будівництво. 
Уманська дитяча міська лікарня була заснована у 1960 році, (дитяча поліклініка почала працювати з 1 січня 1960 року, а стаціонар – з 1 лютого 1960року).
Стаціонар відкрито на 50 ліжок в приміщенні колишніх дитячих ясел по вул. Шевченка, 46 (теперішній старий корпус дитячої лікарні).
В стаціонарі було передбачено 2 відділення: на першому поверсі тубменінгітне відділення на 20 ліжок та на другому поверсі соматичне відділення на 30 ліжок.
На момент відкриття лікарні кількість дитячого населення в місті становило 11308 осіб (на 01.01.2009 року – 11450 осіб). На території міста було 14 педіатричних дільниць.
Дитяча смертність 1960 році становила 20 %. На сьогоднішній день дитяча смертність менша – 7-9 %
В 1978 році господарським способом було побудовано новий корпус дитячої лікарні на 105 ліжок.
З 1988 р. до 1999 р. в старому корпусі дитячої лікарні функціонувало дитяче інфекційне відділення на 30 ліжок. В 1984 році в новому корпусі лікарні на третьому поверсі було відкрито відділення патології новонароджених та недоношених дітей на 30 ліжок. 
У 80-ті – 90-ті роки в лікарні функціонувало 150 ліжок (120 соматичних та 30 інфекційних). Після 1991 р. кількість ліжок в лікарні постійно зменшувалась. На сьогодні в дитячій лікарні працює 40 ліжок (30 педіатричних та 10 патології новонароджених).  
Першим головним лікарем дитячої лікарні з 1960 р. до 1962 р. був заслужений лікар УРСР Іпатій Олександрович Гудима. З 1962 р. до 1980 р. лікарню очолював Володимир Кузьмович Гурін. З 1982 р. до 1988 р. – Георгій Семенович Вовкотруб. З 1988 р. по 2010 р. – Олександр Іванович Гаврилов. Сьогодні Уманську міську дитячу лікарню очолює Метелиця Інна Миколаївна.

## Опис
Архітектурний ансамбль дитячої лікарні складається з двох корпусів та кухні: 
Старий корпус 
- 1-й поверх – фізіотерапевтичний (поліклінічний) кабінет та лабораторія
- 2-й поверх – денний стаціонар

Новий корпус
У вестибюлі працює аптека.
- 1-й поверх – адміністрація (головний  лікар, головна  медсестра, головний інженер, завгосп, відділ кадрів, відділ статистики, відділення стаціонарної діагностики, рентген-кабінет, відділення стерилізації,  фізіотерапевтичний (стаціонарний) кабінет, приймальне відділення та кабінет сестри-господарки)
- 2-й поверх – гастроентерологічне відділення
- 3-й поверх – відділення №1 (відділення інтенсивної терапії дітей до 6 місяців)
- 4-й поверх – відділення №3 (діти від 6 місяців до 3-х років)

В окремому корпусі працює кухня, де також знаходиться кабінет дієтсестри та комірника.